# 로무알드 클림

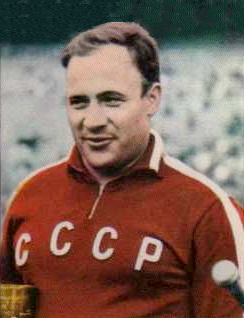

로무알드 이오시포비치 클림(벨라루스어: Рамуальд Язэпавіч Клім 라무알드 야제파비치 클림, 러시아어: Ромуальд Иосифович Клим, 1933년 5월 25일 ~ 2011년 5월 28일)은 소련의 해머던지기 선수였다.
민스크 주 니아스비츠 구역의 흐보예보 마을에서 태어났다. 비쳅스크의 VSS 체르보니 스치야그를 위해 훈련하였다가 후에 민스크의 군인 스포츠 사회로 옮겼다.
1964년 도쿄 올림픽에 나가 해머던지기 금메달을 획득하였다. 4년 후, 멕시코시티 올림픽에 돌아온 그는 거의 자신의 타이틀을 유지하였으나 헝가리의 치보츠키 귤라에게 패하여 은메달에 그치고 말았다.
1965년 명예의 기장 훈장이 수여되었다.